# Dorodango

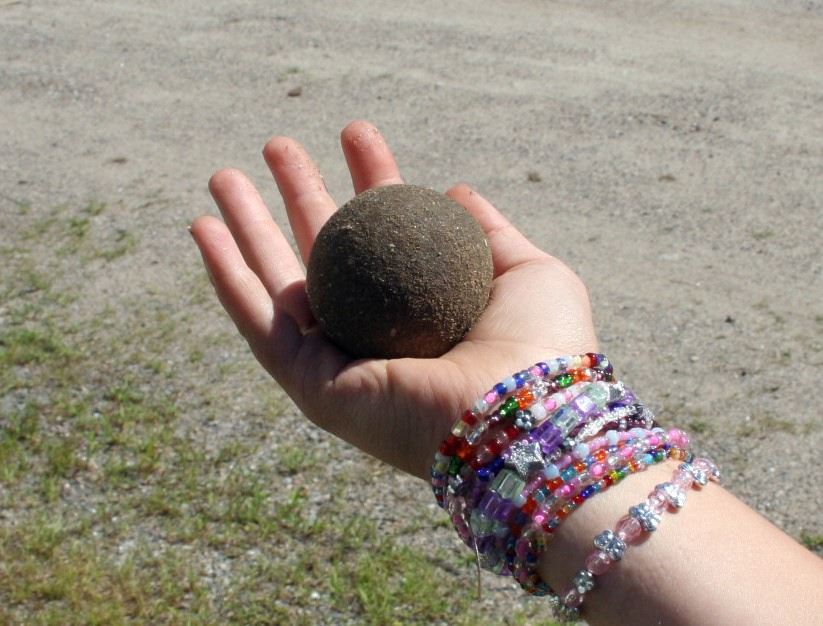
Dorodango przed polerowaniem

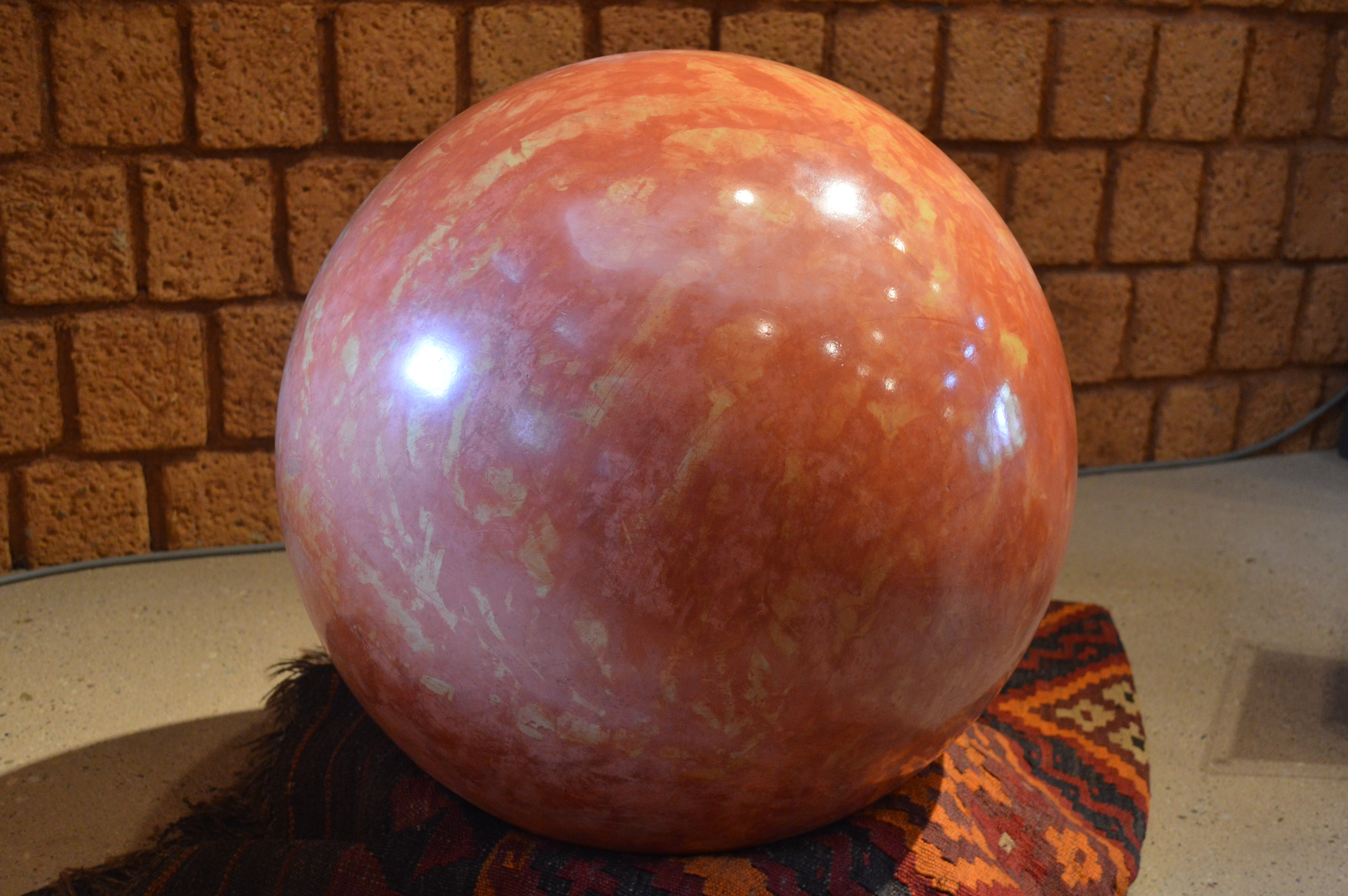
Finalny efekt

Dorodango (jap. 泥団子) – stara japońska sztuka wyrabiania charakterystycznych kul z mieszaniny wody i różnych sypkich substancji (najczęściej ziemi), polegająca na żmudnym formowaniu błota w kształt kuli i nakładaniu coraz drobniejszych, suchych warstw surowca dzięki czemu po wypolerowaniu w końcowej fazie można otrzymać delikatną, gładką kulę o wysokim połysku przypominającą marmur lub kulę bilardową.

## Pogromcy Mitów
W jednym z odcinków serii Pogromcy mitów na kanale Discovery Channel pt. „Kończyć z hukiem” (Sezon 6, Odcinek 11) Adam i Jamie sprawdzali słuszność powiedzonka „Nie da się wypolerować kupy” (stosowanego w przypadku upiększania rzeczy kompletnie bezużytecznych i bezwartościowych). Aby obalić mit użyli techniki Dorodango i stworzyli kule z odchodów lwa i strusia. Rezultaty sprawdzili profesjonalnym urządzeniem do mierzenia połysku. Wynik 70 oznaczał wysoki połysk. Jako próbę kontrolną zastosowali kulę chromowaną z wynikiem 275. Dorodango wypadły niewiele gorzej. Kula z odchodów strusia uzyskała wynik 106 natomiast odchody lwa dały rezultat 183, co oznacza bardzo wysoki połysk. Mit uznano za obalony.